# NGC 1184
NGC 1184 ist eine linsenförmige Galaxie vom Hubble-Typ S0/a im Sternbild Kepheus am Nordsternhimmel. Sie ist schätzungsweise 112 Millionen Lichtjahre von der Milchstraße entfernt und hat einen Durchmesser von etwa 90.000 Lichtjahren.
Das Objekt wurde am 16. September 1787 vom deutsch-britischen Astronomen Wilhelm Herschel entdeckt.